# John Black Atkins
John Black Atkins (ur. 5 listopada 1871, zm. 1954) − dziennikarz brytyjski, który pracował jako korespondent wojenny dla gazety Manchester Guardian w czasie wojny amerykańsko-hiszpańskiej, wojny grecko-tureckiej i drugiej wojny burskiej. 
Atkins był trzecim synem Jamesa Bucknella z Anerley. W roku 1889 ukończył szkołę średnią, a w 1896 otrzymał stopeń magistra w Pembroke College w Cambridge. Po ukończeniu studiów Atkins podjął pracę w Manchester Guardian i 23 kwietnia 1898 roku opuścił Anglię jako pierwszy specialny reporter gazety z zadaniem relacjonowania przebiegu wojny grecko-tureckiej 1897 roku.
Jako korespondent wojenny Manchester Guardian relacjonował również działania wojny amerykańsko-hiszpańskiej na Kubie i Portoryko. Atkins opisał Bitwa pod El Caney i towarzyszył armii generała Williama Shaftera podczas zdobywania Santiago de Cuba. Opisał natarcie na portorykańskie Wzgórza Asomante i przeprowadził wywiad z generałem Nelsonem Milesem.
Atkins był obecny w Afryce Południowej podczas drugiej wojny burskiej, gdzie towarzyszył mu inny korespondent brytyjski, Winston Churchill, (późniejszy premier rządu Zjednoczonego Królestwa), którego opisał jako „młodzieńca szczupłego, o lekko rudawych włosach, bladego, miłego i często spacerującego po pokładzie”. Po wojnie burskiej wydał książkę pt. The Relief of Ladysmith. Gdy wrócił do Anglii awansował na stanowisko redaktora londyńskiego wydania gazety. W roku 1907 odszedł z Manchester Guardian i został zastępcą redaktora naczelnego tygodnika The Spectator. Pracował na tym stanowisku do roku 1926.
Był również autorem biografii Williama Howarda Russella.